# 服部廉太郎
服部 廉太郎（はっとり れんたろう、1998年8月13日 ‐ ）は山梨放送のアナウンサー。山梨県甲府市出身。山梨県立甲府第一高等学校、慶應義塾大学法学部卒業。

## 来歴
2021年アナウンサーとして山梨放送入社。

## 人物・エピソード
- 大学時代はお笑いサークル「お笑い道場O-keis」で漫才コンビを組んで、ツッコミを担当していた[4]。
- 特技はe-Sports・プレゼンテーション（高校時代、山梨の農業に関する課題をプレゼンし全国大会で優勝した[1]）・昼寝。
- 同局ラジオ番組「いしいそうたろうのチューチューレディオ」に、番組開始以来素性を隠して投稿を行っていた。2022年8月7日に山日YBSホールで行われた番組イベントにゲスト出演し、リスナーの前で自身の素性を公表した[5]。
- 2022年11月22日、e-Sports実況の腕を競う全国大会（第2回全日本eスポーツ実況王決定戦）でファイナリスト8人に選ばれた[6]。また、その1ヶ月前から「はっとりれんたろう の ゲーム じっきょうch - YouTubeチャンネル」を開設していることを発表した[7]。
- 愛称の「ニンニン」は、服部という苗字から忍者を連想させることから呼ばれるようになったが[8]、2023年度の男性アナウンサーが出演するワイドFMのPRでは、「先輩、後でここ、確認ニンしてもらえますか！」という台詞を話している[9]。
- 2023年7月1日13:00 - 15:00に放送された「YBSラジオ開局特別番組 武藤敬司の富士山からムーンサルトプレス」番組内で、富士山世界遺産登録10周年を祝して、富士山頂からリポートを行った[10]。服部にとっては初登頂であった[11]。前日甲府市の山梨放送本社を出発し、７合目の山小屋に宿泊した[12]。特番当日は天候不良であったが一瞬ご来光を望むことができ[13]、山頂を目指す様子を午前中の番組「ミュートレック～MuTrek～」内でもリポートし[14]、山頂には特番オンエア時間ギリギリに到着することができた[15]。リポート終了後無事下山し、山梨放送本社を経て自宅に帰着したことを報告した[16]。
- 2024年12月3日、10日放送[注 1] の中京テレビ「オードリーさん、ぜひ会ってほしい人がいるんです。」に2週にわたって出演し、タレント性のあるアナウンサーが許せないことを語った[17]。

## 受賞歴
- 2024年、第45回NNSアナウンス大賞・優秀賞（ラジオ部門）[18][19]

## 出演番組
テレビ
- 山梨スピリッツ（2025年4月 - ）
- YBSワイドニュース
  - マンデースポーツ担当（2022年3月 - 2024年3月）
  - フィールドキャスター（2024年4月1日 - ）
- ててて！TV（2023年4月7日 - 2024年3月15日）
- やまなしマルシェ（2021年10月 - 2022年3月）
- 24時間テレビ 愛は地球を救う45（2022年） - 山梨放送メインパーソナリティ（水越千尋と担当）
- 24時間テレビ47 愛は地球を救うのか?（2024年） - 山梨放送メインパーソナリティ（水越千尋と担当）
- YBSニュース

ラジオ
- ひる前らじお うるさごぜん
  - 金曜担当（2025年4月4日 - ）
- はみだし しゃべくりラジオ キックス
  - 木曜担当（世間知らズと、2023年10月 - ）
- ラララ♪モーニング
  - 金曜担当（2022年度）
  - 火曜担当（2023年度 - 2024年度）

- e-Music（まお（真波みお）と、2024年1月9日 - 6月25日）
- 甲府Shiny Town（2022年4月 - 2023年3月）
- YBSラジオニュース
- 地方創生プログラム ONE-J（2022年5月29日）[注 2]

### ポッドキャスト
- 服部廉太郎のここで喋らせてください！（Spotify・2024年7月6日 - ）[20]

### 配信
- 桃太郎ラジオ（Instagram・岡本桃香と、月1回程度）[21][注 3]

### その他
- テレビドラマ「ローカルアナのさがしもの」（山梨放送開局70周年記念ドラマ・本人役）[22]